# Miguel Arrobas
Miguel Arrobas Horta Costa, né le 20 avril 1974, est un nageur portugais. Sa spécialité est le dos.
Il participe aux Jeux olympiques de Barcelone. Il traverse également la Manche à la nage. En 2007, il traverse environ 17 kilomètres entre la ville de Peniche et l'archipel des Berlengas à la nage.